# Verena Kaiser (Boxerin)
Verena Kaiser (* 30. Juni 1992 in Malsch, Landkreis Karlsruhe) ist eine deutsche Boxerin.

## Leichtathletik
Ihre sportliche Karriere begann Verena Kaiser als Leichtathletin mit 12 Jahren. Sie trainierte im lokalen Sportverein ihrer Heimat Malsch. Aufgrund ihres Leistungszuwachses interessierte sich der SV Karlsruhe Beiertheim für die Sportlerin. Hier entwickelte sie sich zu einer Wettkampfathletin und wechselte zu dem Sportprofilierten Otto-Hahn-Gymnasium Karlsruhe, Partnerschule des Spitzensport. Die ersten Wettkämpfe bestritt sie im Jahr 2010 in den Disziplinen 400-Meter- und 800-Meter-Lauf, in welchen sie sich jährlich für die Finals der Deutschen Leichtathletik-Meisterschaften qualifizierte und Platz 8–10 der Nationalen Elite wiederkehrend belegte. Als Jugendläuferin qualifizierte sie sich in ihrem ersten Wettkampfjahr für landesübergreifende Meisterschaften und gewann im Finale der Süddeutschen Juniorenmeisterschaft in St. Wendel Gold in Bestzeit. Es folgten medaillenreiche Jahre innerhalb des Landes für sie. Den letzten Leichtathletikwettkampf vor ihrem Sportartenwechsel bestritt sie im Frühjahr 2014. PB: 60 m/8,18 s; 100 m/12,8 s; 200 m/26,26 s; 400 m/57,44 s; 800 m/2:13,92 min.

## Profiboxen
Den ersten Kontakt mit Kampfsport hatte Verena Kaiser als Mädchen in einem Judoverein. Im Alter von 21 Jahren fand sie zum Kampfsport zurück und besuchte im Mai 2014 das erste Boxtraining. Sie begann mit Kickboxen und Thaiboxen im Bulldog Gym in Karlsruhe, wo sie auch das Boxen für sich entdeckte. In diesem Jahr bestritt sie einige Newcomer-Kämpfe, woraufhin ihr ein Vertrag als professionelle Boxerin angeboten wurde.
Am 13. Dezember 2014 gab Kaiser ihr Profidebüt in Karlsruhe und besiegte Timea Belik aus Ungarn, die an diesem Abend ebenfalls ihr Debüt als Profiboxerin gab, nach vier Runden einstimmig nach Punkten.
Am 11. Juni 2016 bestritt sie im KSL Gym in Lahr einen Kampf über sechs Runden gegen Hasna Tukic aus Bosnien-Herzegowina. Kaiser siegte durch Abbruch in der fünften Runde.
Im nächsten Kampf kämpfte sie am 26. November 2016 in der Berliner Universal Hall um ihren ersten Titel. Ihre Gegnerin im 10-Runden-Kampf um den Intercontinentaltitel der Legends Boxing Federation (LBF) im Superleichtgewicht war Lela Terashwili aus Georgien, die nach der fünften Runde aufgab.
Am 16. September 2017 gewann sie die Weltmeisterschaft im Weltergewicht nach Version der Women’s International Boxing Federation (WIBF) und der Global Boxing Union (GBU), als sie Diana Garcia aus der Dominikanischen Republik nach 10 Runden nach Punkten besiegte.

## Kickboxen
Bevor sie ihre Karriere als Profiboxerin begann, bestritt Kaiser insgesamt sieben Kickboxkämpfe in den Verbänden WKU und ISKA.

## Sonstiges
Verena Kaiser studierte Sportwissenschaft am Karlsruher Institut für Technologie (KIT) und lebte bis 2017 in Karlsruhe. Seit 2018 führt sie ihre akademische Laufbahn an der Deutschen Sporthochschule Köln weiter.